# رایموندو پونته
رایموندو پونته (انگلیسی: Raimondo Ponte؛ زادهٔ ۴ آوریل ۱۹۵۵) بازیکن فوتبال اهل سوئیس است.
از باشگاه‌هایی که در آن بازی کرده‌است می‌توان به باشگاه فوتبال باستیا، باشگاه فوتبال گراس‌هاپر زوریخ، باشگاه فوتبال ناتینگهام فارست،اشاره کرد.
وی همچنین در تیم ملی فوتبال سوئیس بازی کرده‌است.